# Graham Tomlin
Graham Tomlin (* 1. srpna 1958) je britský teolog, spisovatel a biskup Anglikánské církve. Je děkanem St Mellitus College a autorem řady článků, esejí a knih s duchovní tematikou. Jeho díla byla přeložena do řady cizích jazyků.

## Dílo
- The Power of the Cross: Theology and the Death of Christ in Paul, Luther and Pascal (Paternoster 1999)
- Walking in His Steps: 'A Guide to Exploring the Land of the Bible' (Harper Collins 2001) – s Peterem Walkerem
- The Provocative Church (SPCK 2002)
- Luther and his World (Lion 2002)
- The Responsive Church: Listening to Our World - Listening to God (Inter-Varsity Press 2005) - s Nickem Spencerem
- Spiritual Fitness: Christian Character in a Consumer Culture (Continuum 2006)
- The Seven Deadly Sins and How to Overcome Them (Lion Hudson 2007); česky vyšlo jako Sedm hlavních hříchů a jak je překonávat v překladu Vladimíra Petkeviče (Karmelitánské nakladatelství 2009)[1]